# Ubaldo Caccianemici
Ubaldo Caccianemici († um 1170) war ein italienischer Kardinal.
Über seiner Abstammung weiß man nichts sicher. Nach dem Bericht von Alphonsus Ciacconius († 1599) soll er ein Neffe Lucius II. aus der Familie Caccianemici aus Bologna gewesen sein, was jedoch nicht zu belegen ist. Wahrscheinlich gehörte er der Kongregation der Regularkanonikern von S. Frediano di Lucca an.
Am 19. Mai 1144 ernannte ihn Papst Lucius II. zum Kardinalpriester von S.Croce in Gerusalemme; als solcher erscheint er zum ersten Mal am 28. Juni 1144. 1147 wirkte er zusammen mit Kardinalbischof Konrad von Sabina als päpstlicher Legat in Farfa. Im September 1159 nahm er an der zwiespältigen Papstwahl teil und stellte sich auf der Seite Alexanders III. (1159–1181). 1162 war er Beobachter Alexanders III. in Saint-Jean-de-Losne. Nach 1158 bekleidete er das Amt des Erzpriesters der Heiligen Römischen Kirche. Sein Todestag ist nicht überliefert, das letzte Zeugnis stammt vom 12. September 1170.